# Tomás Frías
Tomás Frías is een provincie in het departement Potosí in Bolivia.

## Geografie
De provincie is een van de zestien provincies in het departement. Het ligt tussen 19° 00' en 19° 50' zuiderbreedte en 65° 32' en 66° 24' westerlengte. Tomás Frías heeft een oppervlakte van 3420 km², ongeveer even groot als Noord-Brabant. De provincie grenst in het noordwesten aan het departement Oruro en verder aan de provincies Antonio Quijarro in het zuidwesten, José María Linares in het zuiden, Cornelio Saavedra in het oosten en Chayanta in het noorden.

## Demografie
Tomás Frías heeft 229.047 inwoners (2012), waarvan 132.966 in de hoofdstad van de provincie, Potosí.

## Bestuurlijke indeling
Tomás Frías is verdeeld in vier gemeenten:
- Potosí (hoofdstad Potosí)
- Tinguipaya
- Urmiri
- Yocalla

Alonso de Ibáñez · 
Antonio Quijarro · 
Bernardino Bilbao · 
Charcas · 
Chayanta · 
Cornelio Saavedra · 
Daniel Campos · 
Enrique Baldivieso · 
José María Linares · 
Modesto Omiste · 
Nor Chichas · 
Nor Lípez · 
Rafael Bustillo · 
Sud Chichas · 
Sud Lípez · 
Tomás Frías